# Cryptoramorphus
Cryptoramorphus là một chi bọ cánh cứng thuộc họ Ptinidae.

## Các loài
Có 2 loài được mô tả trong chi Cryptoramorphus:
- C. floridanus
- C. flavidus